# شيكو فرد
شيكو فرد (بالإسبانية: Chico Che)‏ هو موسيقي ومغن مؤلف مكسيكي، ولد في 7 ديسمبر 1945 في مدينة مكسيكو في المكسيك، وتوفي بنفس المكان في 29 مارس 1989.

## وصلات خارجية
- شيكو فرد على موقع IMDb (الإنجليزية)
- شيكو فرد على موقع ميوزك برينز (الإنجليزية)
- شيكو فرد على موقع قاعدة بيانات الفيلم (الإنجليزية)